# Cosa (Spagna)
Cosa è un comune spagnolo di 93 abitanti situato nella comunità autonoma dell'Aragona.